# Carlos Guerreño
Carlos Guerreño (n. Paraguari, Paraguari, Paraguay; 22 de diciembre de 1995) es un futbolista paraguayo. Juega de centrocampista y su equipo actual es el club Sud America de la Liga Regional de Futbol de Paraguari Es hermano del también futbolista paraguayo Gustavo Guerreño.

## Trayectoria
Hizo las formativas en el club 15 de mayo de su ciudad natal, fue visto por directivos de Carapeguá y llevado en el 2011 para las formativas. Vio su debut en la primera en el Clausura 2012 a la edad de 16 años frente a Sol de América.
A principios de 2013, pasó a integrar el plantel de Rubio Ñu, fue como jugador libre, sin tener suerte fue a probar en Olimpia en marzo de ese mismo año, sus condiciones impresionaron a los profesores lo que hizo que sea tenido en cuenta para integrar las formativas del club, donde brilló con sus actuaciones y le valió ser tenido en cuenta en la Reserva del club desde el segundo semestre del 2013, para disputar el Torneo Clausura 2013 consagrándose campeón de dicha categoría. Vio su debut en la primera del club en febrero del 2014, convirtiéndose en pieza clave del equipo durante el Apertura 2014 y Clausura 2014. Cuando finalizaba el Torneo Clausura 2014 una lesión que lo dejó fuera del resto del torneo, de la pretemporada 2015. Debido a ello no pudo practicar con normalidad y le tomó más tiempo ponerse en condiciones de cara al Apertura, viendo su retorno en la novena fecha del Apertura 2015.
Entrenador Francisco Arce manifestó que no lo tendría en cuenta y fue cedido a préstamo por un año al club Sol de América.

## Clubes
| Club               | País     | Año           |
| ------------------ | -------- | ------------- |
| Sportivo Carapeguá | Paraguay | 2012-2013     |
| Rubio Ñu           | Paraguay | 2013          |
| Olimpia            | Paraguay | 2014-2015     |
| Sol de América     | Paraguay | 2015          |
| General Caballero  | Paraguay | 2016-2017     |
| 2 de Mayo          | Paraguay | 2018          |
| Bangu              | Brasil   | 2019          |
| Resistencia S.C.   | Paraguay | 2019          |
| Sportivo Iteño     | Paraguay | 2021          |
| Sportivo Carapeguá | Paraguay | 2023-presente |